# Jassosqualus smithii
Jassosqualus smithii är en insektsart som beskrevs av Baker 1897. Jassosqualus smithii ingår i släktet Jassosqualus och familjen dvärgstritar. Inga underarter finns listade i Catalogue of Life.